# Гай Атілий Серран (претор 218 року до н. е.)
Гай Аті́лій Серра́н (лат. Gaius Atilius Serranus; III століття до н. е.) — політичний і військовий діяч Римської республіки, претор 218 року до н. е., учасник Другої Пунічної війни.

## Біографічні відомості
Походив з роду Атіліїв. Був сином Гая Атілія Регула Серрана, консула 257 і 250 років до н. е.
На початку Другої Пунічної війни у 218 році до н. е. Гай Атілій був вибраний претором і разом іще з трьома преторами за дорученням сенату вирушив у північну Італію на допомогу Луцію Манлію в боротьбі з галльським племенем бойїв. Пізніше вони передали керування римськими військами консулу того року Публію Корнелію Сципіону. У 216 році до н. е. Гай Атілій марно претендував на здобуття консульської посади. Подальша доля його невідома.